# 1922
1922. је била проста година.

## Догађаји

### Јануар
- 10. јануар — Артур Грифит је постао први председник Ирске после стицања независности те земље од Велике Британије.

### Фебруар
- 6. фебруар — Уједињено Краљевство, Француска, Јапан, Италија и САД су потписале Вашингтонски поморски споразум да би избегле поморску трку у наоружању.
- 19. фебруар — У Загребу је изашао први број листа „Борба“ иза којег је стајала илегална Комунистичка партија Југославије.
- 28. фебруар — Уједињено Краљевство је формално признало независност Египта, али је задржало контролу над Суецким каналом и пословима одбране земље.

### Март
- 10. март — Британске власти ухапсиле Махатму Гандија и оптужиле га за побуну.

### Април
- 3. април — Јосиф Стаљин изабран за генералног секретара Руске комунистичке партије (бољшевика).

- 16. април — Немачка и Русија су потписали Рапалски споразум којим је Немачка признала совјетску Русију и којим су обновљени дипломатски и трговински односи.

### Септембар
- 13. септембар — Пожар у Смирни је уништио је велики део лучког града Смирне (данашњи Измир, Турска). Извештаји очевидаца наводе да је пожар почео трајао све 22. септембра. Почео је четири дана након што је турска војска заузела град 9. септембра, чиме је фактички окончан грчко-турски рат. Процењени број погинулих Грка и Јермена као последица пожара распону од 10.000 до 125.000.
- 27. септембар — Грчки краљ Константин I абдицирао је због војног пораза у рату са Турском, две године пошто се вратио на престо.

### Октобар
- 24. октобар — Ирски парламент прихватио је устав по којем је држава добила назив Слободна Ирска Држава.
- 28. октобар — Око 40.000 фашиста-црнокошуљаша Бенита Мусолинија кренуло је из Напуља у марш на Рим.

### Новембар
- 1. новембар — Османско царство је укинуто након 623 године постојања и последњи султан, Мехмед VI, абдицира и одлази у изгнанство у Италију 17. новембра.
- 26. новембар — Отворена је гробница фараона Тутанкамона, коју је у Долини краљева код Луксора открио енглески археолог Хауард Картер.

### Децембар
- 2. децембар — Пад коалиционе радикално-демократске владе, с образложењем да су демократе водили преговоре са Хрватским блоком.
- 4. децембар — ВМРО под Тодором Александровим дигао устанак око Ћустендила у Бугарској.
- 6. децембар — Ратификацијом Англо-ирског споразума настаје Ирска Слободна Држава (доминион под британским сувереном).
- 16. децембар — Никола Пашић формирао хомогену (и мањинску) радикалну владу, без демократа (Прибићевић) - негативан одјек (први пут министар: Милан Стојадиновић, финансије); затим расписани избори за 18. март.
- 30. децембар — Русија, Украјина, Белорусија, и Транскавказија склапају споразум о уједињењу у Совјетски Савез.

### Датум непознат
- Википедија:Непознат датум — Додељене прве дипломе из области електротехнике на Универзитету у Београду.

## Рођења

### Јануар
- 9. јануар — Ахмед Секу Туре, гвинејски политичар. (†1984).
- 17. јануар — Миодраг Јовановић, југословенски фудбалер. (†2009).
- 17. јануар — Бети Вајт, америчка глумица и певачица. (†2021).

### Фебруар
- 8. фебруар — Тихомир Алексић, српски информатичар. (†2004).

### Март
- 1. март — Јицак Рабин, израелски политичар. (†1995).

### Април
- 3. април — Дорис Деј, америчка глумица и певачица. (†2019).
- 4. април — Васа Пантелић, српски глумац. (†2008).
- 13. април — Џулијус Њерере, танзанијски политичар. (†1999).
- 22. април — Чарлс Мингус, амерички музичар. (†1979).
- 28. април — Пино Серами, белгијски бициклиста. (†2014).

### Мај
- 14. мај — Фрањо Туђман, југословенски и хрватски генерал и политичар. (†1999).
- 15. мај — Енрико Берлингвер, италијански политичар. (†1984).
- 27. мај — Кристофер Ли, енглески глумац. (†2015).
- 31. мај — Денхолм Елиот, британски глумац. (†1992).

### Јун
- 10. јун — Џуди Гарланд, америчка глумица. (†1969).
- 19. јун — Оге Нилс Бор, дански физичар. (†2009).

### Јул
- 10. јул — Џејк Ламота, амерички боксер. (†2017).
- 15. јул — Леон М. Ледерман, амерички физичар. (†2018).
- 21. јул — Деметер Битенц, словеначки глумац. (†2018).
- 26. јул — Блејк Едвардс, амерички редитељ. (†2010).

### Август
- 12. август — Милош Јакеш, чешки политичар. (†2020).
- 20. август — Богдан Богдановић, српски архитекта. (†2010).

### Септембар
- 3. септембар — Александар Каждан, америчко-руски историчар. (†1997).
- 17. септембар — Агостињо Нето, анголски политичар, (†1979).

### Октобар
- 31. октобар — Нородом Сиханук, краљ Камбоџе. (†2012).

### Новембар
- 8. новембар — Кристијан Барнард, јужноафрички хирург. († 2001)
- 8. новембар — Курт Вонегут, амерички књижевник. (†2007).
- 14. новембар — Бутрос Бутрос-Гали, египатски политичар, дипломата и 6. генерални секретар Уједињених нација. (†2016).
- 14. новембар — Арсен Диклић, српски књижевник. (†1995).
- 16. новембар — Жозе Сарамаго, португалски књижевник. (†2010).
- 19. новембар — Рајко Митић, југословенски фудбалер. (†2008).
- 22. новембар — Јуџин Стонер, амерички конструктор оружја. (†1997).
- 29. новембар — Душко Радовић, српски књижевник и новинар. (†1984).

### Децембар
- 24. децембар — Ава Гарднер, америчка глумица. (†1984).
- 30. децембар — Љубиша Бачић, српски глумац. (†1999).

### Непознат датум
- Википедија:Непознат датум — Александар Атанасијевић, српски шаховски проблемиста.

## Смрти

### Март
- 3. март — Владимир Јовановић, српски економиста, политичар и новинар. (*1833)
- 8. март — Алија Алијагић, комунистички револуционар. (*1896)

### Април
- 8. април — Ерих фон Фалкенхајн, немачки фелдмаршал и начелник генералштаба. (*1861)

### Мај
- 21. мај — Михаел Мајр, аустријски политичар. (*1864)

### Август
- 2. август — Александер Грејам Бел, изумитељ телефона (*1847).
- 4. август — Енвер-паша, турски политичар.  (*1881).

## Нобелове награде
- Физика — Нилс Бор
- Хемија — Франсис Вилијам Астон
- Медицина — Арчибалд Вивијан Хил и Ото Фриц Мајерхоф
- Књижевност — Хасинто Бенавенте
- Мир — Фритјоф Нансен (Норвешка)
- Економија — Награда у овој области почела је да се додељује 1969. године